# 台灣扁柏
台灣扁柏（學名：Chamaecyparis obtusa var. formosana、泰雅語/pot/、台語/kāu-khak-å/厚殼仔）又稱黃檜、台灣黃檜、松梧，是柏科扁柏屬大喬木。1906年由川上瀧彌與森丑之助描繪本種植被帶。

## 特徵
- 大喬木。

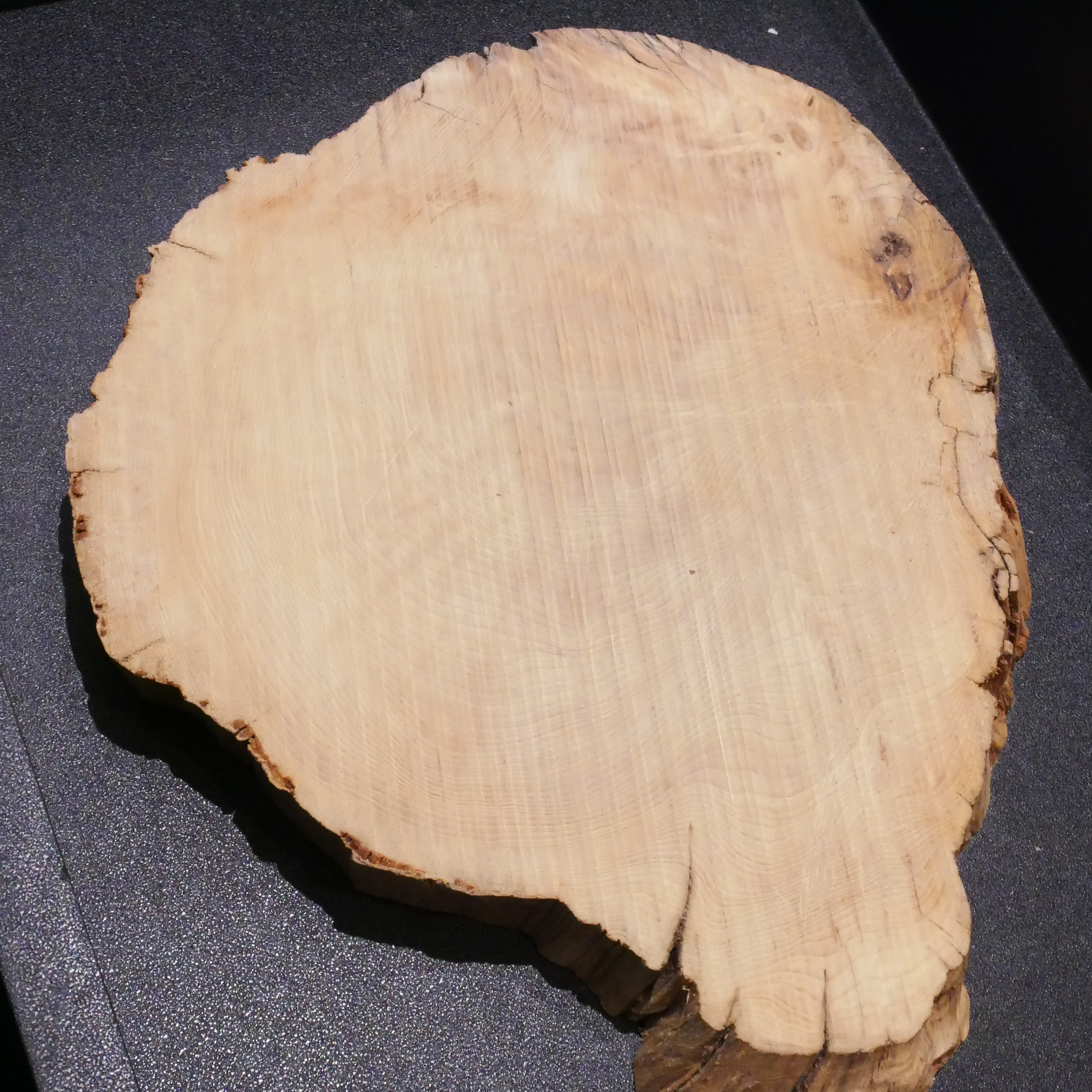
扁柏年輪標本

- 幹皮灰紅色，縱淺裂，長片條狀剝落，有時具方形鱗片；外皮纖維質，斷面深紅褐色；新生周皮略顯著，紫紅色；內皮纖維質，淡紅色，刀削後漸變為淡橘黃色。幹皮富含樹脂、易燃。
- 葉先端略鈍形(約30度)，黃綠色，向地一側之葉間白粉甚少，中葉橫斷面盤形，中肋表面凸起，背面凹下，側葉鈍三角形，表面中肋稍隆起。
- 毬果徑9—10（0.35—0.39英寸），果鱗數8~10；幼苗之線形初生葉退化較早，僅見於苗莖高約5（2.0英寸）下處。

## 產地
- 特產臺灣中央山脈海拔1,300—2,800（4,300—9,200英尺）間，純林或與紅檜混交。

## 其它
- 心材淡黃褐色，有辣味，建築、家具用之優良木材。因材質佳，近年來經常遭盜伐[1]。

## 外部来源
- 台灣扁柏 （页面存档备份，存于） － 台灣多樣性知識網「台灣花卉群譜 > 台灣特有植物」